# Пространный христианский катехизис Православной Кафолической Восточной церкви
«Простра́нный христиа́нский катехи́зис Правосла́вной Кафоли́ческой Восто́чной це́ркви» — официальный катехизис Русской православной церкви. Подготовлен в 1822—1823 годах архиепископом Филаретом (Дроздовым) и впервые издан в 1823 году. В дальнейшем многократно перерабатывался. В 1827 году вышла вторая редакция, и 1839 году — третья. Многократно переиздавался, в том числе и на иностранных языках.
Некоторые православные богословы (митрополит Макарий (Булгаков), профессор Казанской духовной академии Павел Пономарёв) особо выделяют «Катихизис» митрополита Филарета и относят его к числу так называемых «символических книг», то есть догматических памятников, излагающих от имени церкви её веру и богословское учение. В то же время епископ Василий (Кривошеин), признавая, что «Катихизис» является выдающимся памятником русского православного богословия, отрицает его особое значение как общецерковной символической книги.

## Структура Катехизиса
Катихизис открывается разделом «Введение в Православный катихизис», в котором сообщаются предварительные понятия православного вероучения, излагается православный взгляд на Божественное Откровение, рассказывается о Священном Предании и Священном Писании (Библии).
Далее следуют три обширных части Христианского катихизиса, посвященные христианским добродетелям: «О Вере», «О Надежде» и «О Любви».
В «Христианского катихизиса части первой. О Вере» подробно рассматривается Никео-Цареградский Символ веры в православном чтении, то есть без филиокве. Для целей рассмотрения Символ веры разделён на двенадцать членов (частей), о каждом из которых рассказывается более или менее подробно. При рассмотрении десятого члена Символа веры («Исповедаю едино крещение, во оставление грехов») говорится, что «Вера запечетлевается Крещением и прочими Таинствами» и затем подробно рассказывается о семи христианских таинствах.
В части «О Надежде» кратко излагается понятие о христианской Надежде и рассказывается о значении молитвы в жизни христианина. Далее следует рассмотрение молитвы «Отче наш», разделённой в дидактических целях на призывание («Отче наш, Иже еси на небесех!»), семь прошений и заключительное славословие («Яко Твое есть Царство, и сила, и слава во веки, аминь»). В этой же части объясняются десять Заповедей блаженства.
В третьей части «О Любви» рассматриваются Десять заповедей Божьих: четыре заповеди первой скрижали — заповеди любви к Богу и шесть заповедей второй скрижали — заповеди любви к ближнему; для каждой заповеди приводятся предписания, которые необходимо соблюдать для исполнения заповеди и грехи против данной заповеди.
Завершается Катихизис кратким заключением «Употребление учения о вере и благочестии».
Весь текст Катихизиса, с самого начала и до конца, организован в виде так называемых «вопросоответов»: приводится вопрос от имени лица, желающего узнать о православном вероучении, затем следует ответ:

ВВЕДЕНИЕ В ПРАВОСЛАВНЫЙ КАТИХИЗИС
ПРЕДВАРИТЕЛЬНЫЕ ПОНЯТИЯ
Вопрос. Что есть Православный катихизис?
Ответ. Православный катихизис есть наставление в Православной вере христианской, преподаваемое всякому христианину для благоугождения Богу и спасения души.
— 
Цитаты из Библии и богослужебных текстов приводятся в Катихизисе на церковнославянском языке, святоотеческие тексты — на церковнославянском или русском языках. Собственно текст Катихизиса намеренно архаизирован и содержит значительное число церковнославянизмов и архаизмов, например, вместо выражения «в каком смысле» используются обороты «в каком разуме» или «в какой силе»: «В каком разуме Иисус Христос называется Помазанником?», «В какой силе сказано, что Иисус Христос распят за нас?» Архаичность текста Катихизиса была заметна уже в первой половине XIX века.

## История создания

### Первая редакция. Издания 1823—1824 годов
В первой четверти XIX века в Российской империи использовалось большое число катехизисов, подготовленных различными авторами, из которых наиболее распространёнными были катехизисы киевского митрополита Петра Могилы и московского митрополита Платона (Левшина). Эти катехизисы, а также катехизисы, созданные на их основе или под их влиянием, подвергались критике, катехизисы школы Петра Могилы — за «католический уклон», а катехизисы митрополита Платона — за содержащиеся в них элементы протестантского богословия. Сложившаяся ситуация требовала создания нового катехизиса. Помимо этого, в 1816 году силами Российского библейского общества (РБО) был начат перевод книг Библии на русский язык и в начале 1819 года увидел свет русский перевод четырёх Евангелий Нового Завета, а в начале 1822 года — перевод Псалтири. В связи с этим виделось целесообразным цитаты в общеупотребительных катехизисах привести в соответствии с новым переводом Священного писания. Эти два обстоятельства побудили Святейший синод инициировать разработку нового катехизиса в 1822 году.
Составление катехизиса было поручено архиепископу Московскому и Коломенскому Филарету (Дроздову), бывшему в то время наиболее образованным и квалифицированным русским богословом.

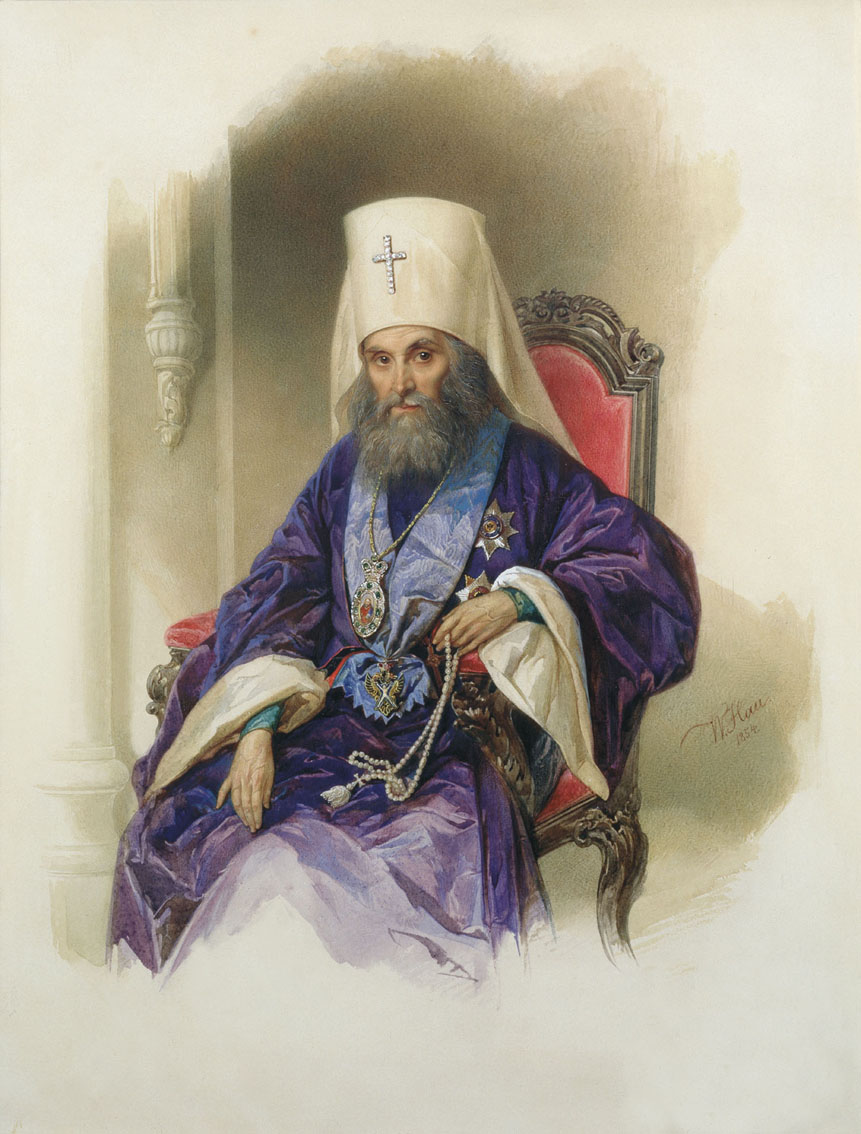
Составитель Пространного христианского катихизиса митрополит Филарет (Дроздов). Портрет работы Владимира Гау, 1854 год

Первое издание Катихизиса архиепископа Филарета, озаглавленное «Хрістіанскій Катихизисъ Православныя Каөолическія Греко-Россійскія Церкви», вышло из печати в санкт-петербургской Синодальной типографии в 1823 году. Издание имело грифы «Рассмотренный и одобренный Святейшим Правительствующим Синодом» и «Изданный по Высочайшему Его Императорского Величества повелению». Катихизис имел структуру, сохранившуюся впоследствии во всех последующих редакциях, состоял из трёх основных разделов, посвящённых христианским добродетелям Вере, Надежде и Любви, материал был изложен в виде вопросоответов. Цитаты из Библии были приведены в соответствии с русским переводом Российского библейского общества, немногочисленные цитаты из библейских книг, ещё не переведённых РБО, были даны в переводе Филарета, цитаты из Святых Отцов также приводились на русском языке. Символ веры, Молитва Господня («Отче наш») и Десять заповедей Божьих были представлены в виде параллельного текста на церковнославянском языке и в русском переводе. Книга была набрана церковнославянским шрифтом, кроме переводов Символа веры, молитвы «Отче наш» и Заповедей, которые был набраны гражданским шрифтом. Положения Катихизиса, которые, по мнению составителя, были ключевыми и требовали особого внимания, были набраны крупным шрифтом. В том же 1823 году появилось второе издание Катихизиса с исправлением замеченных опечаток, а в 1824 — два издания церковнославянским шрифтом и два издания, выполненные полностью гражданским шрифтом.
Во второй половине 1824 года архиепископ Филарет подготовил сокращённый вариант Катихизиса, получивший наименование «Краткий Катихизис» (первоначальный Катихизис впоследствии получил название «Пространный Катихизис»). Краткий Катихизис был предназначен в первую очередь для детей и малообразованных лиц и включал в себя текст, выделенный в Пространном Катихизисе крупным шрифтом. Грифа «Изданный по Высочайшему повелению» Краткий Катихизис не имел.
Появление катихизисов совпало с кампанией активной и острой критики деятельности Российского библейского общества по переводу книг Священного писания на русский язык, проводимой консервативно настроенными государственными и церковными деятелями. Наиболее активными критиками выступали министр народного просвещения адмирал Александр Шишков и архимандрит Фотий (Спасский), их поддерживал влиятельный в то время член Государственного совета Алексей Аракчеев. Критика этих лиц, заявлявших о недопустимости русского языка в Священном писании и молитвословиях, обрушилась и на катихизисы архиепископа Филарета, содержавшие цитаты из Библии и богослужебных текстов на русском языке. Шишков, сторонник тождества церковнославянского и русского языков, выступая против перевода Писания и молитв в катихизисах перед первенствующим членом Синода митрополитом Серафимом (Глаголевским), заявил, что если и нужен такой перевод, то лишь для тех, «кто, отрекшись от отечества своего, забыл и язык свой». По мнению Шишкова, перевод библейских текстов на русский язык принижает авторитет Священного Писания и может послужить причиной возникновения ересей и расколов. Архимандрит Фотий в письме к чиновнику Святейшего синода Алексею Павлову 29 декабря 1824 года назвал Катихизис архиепископа Филарета «канавной водой»: «Что река Нева, то катехизис Петра Могилы… А что канавная вода, то присланный тобою катехизис».
Шишков инициировал рецензирование катихизисов архиепископа Филарета с целью выявить в них отклонения от православного вероучения. Предположительно, рецензирование проводил Иоаким Кочетов, в то время законоучитель Царскосельского лицея. Рецензент сосредоточился в основном на вопросах использования в Катихизисе цитат из Библии на русском языке, что было, по его мнению, недопустимо; в то же время замечания рецензента в области богословского содержания были неубедительны, например, в качестве существенного недостатка Катихизиса указывался вопрос-ответ «Какое лучшее учение о благочестии? — Учение христианское». С точки зрения рецензента такая формулировка наталкивает на мысль, что существуют иные «хорошие» учения о благочестии, мусульманское или буддистское, например, и христианское учение лишь лучшее из них, но не единственное.
Противники катихизисов достигли успеха, и 26 ноября 1824 года в Московскую синодальную типографскую контору был отправлен указ Святейшего правительствующего синода о запрете печатания и распространения обоих катихизисов архиепископа Филарета вплоть до особого разрешения. В качестве причины запрета было названо переложение Молитвы Господней, Символа веры и Десяти заповедей Божиих на «простонародное наречие». Архиепископ Филарет откликнулся в письме митрополиту Серафиму (Глаголевскому): «Если сомнительно православие Катехизиса, столь торжественно утверждённого Святейшим Синодом, то не сомнительно ли будет православие самого Святейшего Синода?…» В противовес Катихизису архиепископа Филарета в 1825 году было выпущено седьмое издание катехизиса митрополита Платона (первое издание вышло в 1786 году), в этом катехизисе цитаты из Библии и богослужебных текстов были приведены на церковнославянском языке.

### Вторая редакция. Издания 1827—1839 годов
Указом Святейшего Синода от 6 сентября 1826 архиепископу митрополиту Филарету было предписано произвести пересмотр Пространного и Краткого катехизисов и, в частности, все цитаты привести на церковнославянском языке, внести в текст катехизисов уточнения, исключающие неправильное понимание догматических вопросов и дополнить катехизисы разделом для военнослужащих. Митрополит Филарет исполнил все предписания и в конце декабря 1827 года пересмотренные катехизисы вышли из печати.
Общая структура Пространного катехизиса существенных изменений не претерпела, лишь было добавлено в конце книги «Прибавление», содержащее в себе «Изречения Священного Писания с размышлениями для употребления в военных училищах» и статья о браке была поставлена перед статьёй о елеосвящении (ранее наоборот).
Все цитаты из Священного Писания, из Святых отцов и богослужебных текстов были приведены на церковнославянском языке, однако те святоотеческие творения, которые к моменту составления Катехизиса были уже переведены на русский язык, цитировались на русском языке. Весь текст Катехизиса был нарочито архаизирован и приближен к стилистике церковнославянского языка. Например, вопрос «Что такое Катихизис?» стал звучать как «Что есть Катихизис?», слово «один» было заменено на «един», в ряде случаев вместо слова «женщина» было употреблено слово «жена».
Помимо этого были изменены некоторые формулировки Катехизиса с целью предупредить «неправильное разумение». Для этого, например, при описании понятия христианства было добавлено слово «единый» (единственный) во фразе «Христианство есть единый истинный и спасительный способ знать и почитать Бога во Иисусе Христе». Однако в целом серьёзных изменений богословского содержания Катехизиса произведено не было.
Пространный катехизис (также как и Краткий катехизис) вышел без указания на предыдущие издания 1823—1824 годов и таким образом был начат новый счёт изданий Катехизиса. Вторая редакция переиздавалась без внесения изменений вплоть до 1839 года, когда Катехизис вновь подвергся переработке.

## Значение Катехизиса
Если катехизис — наставление в вере, то это обзор основных истин христианского учения в целом. Истины веры можно разделить на три группы:
1) истины нравоучительные, устанавливающие круг нравственных обязанностей человека по отношению к Богу, к самому себе и к себе подобным;
2) истины, которые можно назвать мистическими, относящиеся к практике богообщения;
3) истины вероучительные, заключающие в себе знание о Боге и о Его отношении к миру и к человеку. Пространный катехизис «митрополита Филарета» не рассматривает все истины Православия, как это часто ошибочно считается, и ограничен рассмотрением только основных вероучительных истин, содержащихся в Никео-Цареградском Символе веры. Но в смысле толкования единственного символа веры, используемого в литургии (Никейский и Халкидонский символы веры в литургии не используются) Никео-Цареградского символа веры, Пространный катехизис является наиболее авторитетным документом современной Русской православной церкви.
Б. А. Тихомиров:

Принцип построения катехизиса митр. Филарета традиционный для подобного рода текстов. Постулаты вероучения, догматы, в нём суть самодовлеющие начала. Цитация Священного Писания, призванная подтвердить эти положения, казалось бы, должна поставлять их в рамки Священного текста и Священной истории. Этого, однако, не происходит. Цитаты могут браться произвольно, по формальному признаку. Библейский текст используется лишь как доказательство исходных формул. Собственно, это старый принцип схоластического богословия, которому в полной мере следует катехизис. Модернизация, которую вводит митр. Филарет и которая послужила поводом для нападок на его труд — цитация Священного Писания на русском языке и минимизация места Предания в вероучении в первой редакции катехизиса 1823 г., — никак не меняют суть самого метода, который остаётся схоластическим. Сама по себе „понятность“ языка не может способствовать пониманию истин вероучения, когда продолжают оставаться не прояснёнными их фактические основания.

## Переводы
В XIX веке переведён на арабский язык священномучеником Иосифом Дамаскиным. В 1903 году переведён на новосирийский язык миссией Православной церкви в Урмии (2-е издание в 1909 году).

## Издания
- Пространный христианский катихизис православныя кафолическия восточныя греко-российския церкви, Разсматриванный и одобренный Святейшим Правительствующим Синодом, и изданный для преподавания в училищах, по Высочайшему его Императорскаго Величества Повелению. — 27-е изд. — Москва : В Синодальной тип., 1835. — 174 с.
- Пространный христианский катихизис православныя кафолическия восточныя церкви, разсматриванный и одобренный святейшим правительствующим синодом, и изданный для преподавания в училищах, и для употребления всех православных христиан. — Москва : в Синодальной типографии, 1839. — 167 с.
- Пространный христианский катихизис, православныя кафолическия восточныя греко-российския церкви, разсматриванный и одобренный Святейшим Правительствующим Синодом, и изданный для преподавания в училищах, по Высочайшему его Императорскаго Величества повелению. — Москва : В Синодальной тип., 1831. — 133 с.
- Пространный христианский катихизис православныя кафолическия восточныя церкви, Разсматриванный и одобренный Святейшим Правительствующим Синодом, и изданный для преподавания в Училищах, и для употребления всех Православных Христиан, По Высочайшему его Императорскаго Величества повелению. — Санкт-Петербург : Синодальная тип., 1840. — 126, II с.
- Пространный христианский катихизис православныя кафолическия восточныя церкви, Разсматриванный и одобренный Святейшим Правительствующим Синодом, и изданный для преподавания в Училищах, и для употребления всех Православным Христиан, По Высочайшему его Императорскаго Величества повелению. — Изд. 41-е. — Москва : Синодальная тип., 1845. — 167 с.
- Пространный христианский катихизис православныя, кафолическия, восточныя церкви, разсматриванный и одобренный Святейшим Правительствующим Синодом, и изданный для преподавания в училищах и для употребления всех православных христиан, по высочайшему его императорскаго величества повелению. — Изд. 49-е. — Москва : В Синод. тип., 1851. — 164 с.
- Пространный христианский катихизис православныя кафолическия восточныя церкви, разсматриванный и одобренный Святейшим Правительствующим Синодом, и изданный для преподавания в Училищах, и для употребления всех Православным Христиан, По Высочайшему его Императорскаго Величества повелению. — Изд. 51-е. — Москва : В Синодальной тип., 1853. — 164 с.
- Пространный христианский катихизис православныя, кафолическия, восточныя церкви, разсматриванный и одобренный Святейшим Правительствующим Синодом, и изданный для преподавания в училищах, и для употребления всех православных христиан: по Высочайшему Его Императорскаго Величества повелению. — Изд. 55-е. — Москва : Синодальная тип., 1856. — [4], 164 с.
- Пространный христианский катихизис православныя, кафолическия, восточныя церкви, разсматриванный и одобренный Святейшим Правительствующим Синодом, и изданный для преподавания в Училищах, и для употребления всех православных Христиан. По Высочайшему Его Императорскаго Величества повелению. — Изд. 57-е. — Москва : В Синодальной Тип., 1860. — 164 с.
- Пространный христианский катихизис православныя, кафолическия, восточныя церкви, разсматриванный и одобренный Святейшим Правительствующим Синодом, и изданный для преподавания в училищах, и для употребления всех православных христиан: по Высочайшему Его Императорскаго Величества повелению. — Изд. 59-е. — Москва : Синодальная тип., 1866. — 118 с.
- Пространный христианский катихизис православной кафолической восточной церкви : Для преподавания в училищах и для употребления всех православных христиан. — 66. изд. — Москва : Синод. тип., 1886. — 128 с.
- Пространный христианский катихизис православныя, кафолическия восточныя церкви, разсматриванный и одобренный Святейшим Правительствующим Синодом, и изданный для преподавания в училищах, и для употребления всех православных христиан по Высочайшему его Императорскаго Величества повелению. — Изд. 60-е. — Москва : В Сунодальной тип., 1869. — 118 с.
- Пространный христианский катихизис Православныя, кафолическия восточныя церкви, разсматриванный и одобренный Святейшим Правительствующим Синодом, и изданный для преподавания в училищах, и для употребления всех православных христиан, по Высочайшему Его Императорскаго Величества повелению. — Изд. 62-е. — Москва : В Синодальной типографии, 1875. — 120 с.
- Пространный христианский катихизис Православныя, кафолическия восточныя церкви, разсматриванный и одобренный Святейшим Правительствующим Синодом, и изданный для преподавания в училищах, и для употребления всех православных христиан, по Высочайшему Его Императорскаго Величества повелению. — Изд. 67-е. — Москва : В синодальной типографии, 1889. — 103 с.
- Пространный христианский катихизис православныя кафолическия восточныя церкви, разсматриванный и одобренный Святейшим Правительствующим Синодом и изданный для преподавания в Училищах и для употребления всех православных Христиан. — Москва : Синодальная тип., 1904. — 104 с.
- Пространный христианский катихизис православныя, кафолическия восточныя церкви, разсматриванный и одобренный Святейшим Правительствующим Синодом, и изданный для преподавания в училищах, и для употребления всех православных христиан по Высочайшему его Императорскаго Величества повелению. — Москва : В Сунодальной тип, 1907. — 104 с.
- Пространный христианский катихизис православныя кафолическия восточныя церкви, разсматриванный и одобренный Святейшим Правительствующим Синодом и изданный для преподавания в училищах и для употребления всех православных христиан: по высочайшему его Императорского Величества повелению. — Москва : Синодальная тип., 1908. — 104 с.
- Пространный христианский катихизис Православныя кафолическия восточныя церкви, рассматриваемый и одобренный Святейшим Правительствующим Синодом и изданный для преподавания в Училищах и для употребления всех православных христиан. — Москва : Синодальная Тип., 1909. — 104 с.
- Пространный христианский катихизис православныя кафолическия восточныя церкви, разсматриванный и одобренный Святейшим Правительствующим Синодом и изданный для преподавания в училищах и для употребления всех православных христиан : по высочайшему его Императорского Величества повелению. — Москва : Синодальная тип., 1913. — 24 с.
- Пространный христианский катихизис Православной Кафолической Восточной Церкви : (Наставления в Православной вере, необходимые всякому христианину). — Москва : Святитель Киприан, 1998. — 128 с. — ISBN 5-89320-020-9
- Пространный христианский катихизис Православной Кафолической Восточной Церкви. — СПб., 1999. — 175 с. — ISBN 5-7984-0001-8
- Пространный христианский катихизис Православной Кафолической Восточной Церкви. — Тутаев : Православное братство святых благовер. князей Бориса и Глеба, 2000. — 160 с. — ISBN 5-901094-12-3.
- Пространный христианский катихизис православной кафолической восточной церкви. — СПб. : О-во святителя Василия Великого ; М. : Паломникъ, 2002. — 175 с. — ISBN 5-87468-169-8
- Пространный христианский катихизис православной кафолической восточной церкви. — Москва : Сиб. Благозвонница, 2005. — 158 с. — ISBN 5-88879-031-1
- Пространный христианский катихизис Православной Кафолической Восточной Церкви / [Сост.: свт. Филарет (Дроздов); Предисл., подг. текста примеч. и указ.: А. Г. Дунаев]. — М.: Издательский совет Русской православной церкви, 2006. — 168 с. — 10 000 экз. — ISBN 5946251392.
- Пространный христианский катихизис Православной Кафолической Восточной церкви. — Москва : Изд-во Сиб. благозвонница, 2006. — 160 с. — ISBN 5-88879-031-1.
- Пространный христианский катихизис православной кафолической восточной церкви. — Москва : Сибирская благозвонница, 2007. — 160 с. — ISBN 5-88879-031-1.
- Пространный христианский катихизис Православной кафолической восточной церкви. — Москва : Сибирская благозвонница, 2009. — 160 с. — ISBN 978-5-91362-186-3.
- Пространный христианский катихизис православной кафолической восточной церкви : переиздание. — Сергиев Посад : Свято-Троицкая Сергиева лавра, 2010. — 104 с. — ISBN 978-5-903102-49-5.
- Пространный христианский катехизис православной кафолической восточной церкви. — Москва : Образ, 2010. — 127 с.
- Пространный христианский катихизис православной кафолической восточной церкви. — Москва : Сибирская Благозвонница, 2011. — 158 с. — ISBN 978-5-91362-368-3.
- Пространный христианский катихизис Православной кафолической восточной церкви. — Москва : Благовестник, 2011. — 160 с. — ISBN 978-5-91362-202-0.
- Пространный христианский катихизис Православной Кафолической Восточной церкви. — Москва : Благовестник, 2012. — 160 с. — ISBN 978-5-91362-613-4.
- Пространный христианский катихизис Православной Кафолической Восточной церкви. — Москва : Изд-во Сибирская Благозвонница, 2012. — 158 с. — ISBN 978-5-91362-527-4.
- Пространный христианский катихизис Православной кафолической восточной церкви. — Москва : Благодарение, 2013. — 160 с. — ISBN 978-5-91362-764-3.
- Пространный христианский катехизис православной кафолической восточной церкви. — Москва : Благовест, 2013. — 159 с. — ISBN 978-5-9968-0286-9.
- Пространный христианский катехизис православной кафолической восточной церкви. — Тула : Имидж Принт, 2013. — 128 с.
- Пространный христианский катихизис православной кафолической Восточной церкви. — Москва : Сибирская благозвонница, 2013. — 159 с. — ISBN 978-5-91362-621-9.
- Пространный христианский катихизис православной кафолической восточной церкви. — Москва : Сибирская благозвонница, 2014. — 160 с. — ISBN 978-5-91362-923-4.
- Пространный христианский катихизис Православной кафолической восточной церкви. — Москва : Сибирская Благозвонница, 2014. — 158 с. — ISBN 978-5-91362-820-6.
- Пространный христианский катихизис Православной кафолической восточной церкви. — Москва : Сибирская благозвонница, 2015. — 158 с. — ISBN 978-5-91362-984-5.
- Пространный христианский катехизис православной кафолической восточной церкви. — Москва : Благовест, 2015. — 159 с. — ISBN 978-5-9968-0436-8.
- Пространный христианский катихизис Православной кафолической восточной церкви. — Москва : Сибирская благозвонница, 2016. — 158 с. — ISBN 978-5-906853-21-9 — 15000 экз.
- Пространный христианский Катихизис Православной Кафолической Восточной Церкви. — Москва : Сибирская благозвонница, 2019. — 158 с. — ISBN 978-5-00127-096-6 — 15 000 экз.
- Пространный христианский Катихизис Православной Кафолической Восточной Церкви. — Москва : Изд-во Русской Православной Церкви, 2020. — 213 с. — ISBN 978-5-88017-829-2 — 5000 экз.